# Крещатик (журнал)
«Креща́тик» — международный литературный журнал. Один из наиболее заметных украинских литературных журналов, выходящих за рубежом.

## История проекта
Журнал «Крещатик» был основан в Германии в 1997 году поэтом Борисом Наумовичем Марковским. Первый номер журнала вышел в 1998 году. Журнал выходит на бумаге в Германии с периодичностью 4 раза в год и распространяется по подписке. Электронная версия публикуется на сайте «Крещатика», до февраля 2022 года была также представлена в «Журнальном Зале» в ряду главных русскоязычных литературных журналов, таких как «Знамя», «Октябрь», «Дружба народов» и др. Презентации журнала проходили в разных городах мира: Киев (Украина), Харьков (Украина), Иерусалим (Израиль), Москва, Санкт-Петербург, Красноярск (Россия), Мельбурн (Австралия), Нью-Йорк (США) и др. С 2022 года пдф-версия журнала представлена в электронной библиотеке imwerden.de (Мюнхен).
Название «Крещатик» дано журналу по имени главной улицы города Киева — родины основателя и первого главного редактора журнала Бориса Марковского.
Журнал публикует прозу, поэзию, эссеистику, мемуары (рубрика In memoriam), рецензии, имеется также рубрика юмористической прозы «Латинский квартал».
В 2021 году в издательстве «Алетейя» вышла антология переводов «Стебель травы». В книгу вошли избранные переводы (как поэтические, так и прозаические), опубликованные на страницах журнала «Крещатик» на протяжении почти четверти века его существования. Более семидесяти авторов представляют английскую, американскую, австрийскую, австралийскую, немецкую, французскую, итальянскую, ирландскую, испанскую, латиноамериканскую, литовскую, польскую, белорусскую, датскую, словацкую, украинскую, якутскую и японскую поэзию, а также аргентинскую, болгарскую, иранскую, немецкую, французскую прозу.
По решению редакционной коллегии журнал «Крещатик» приостановил работу после выпуска 100 номера в марте 2023 года. Продолжением деятельности редакции стал выпуск серии книг «Библиотека журнала «Крещатик»», основанной в 2023 году. Главный редактор серии – Борис Марковский. Книги печатаются в Киеве в издательстве «Друкарський двір Олега Федорова». В серию вошли книги авторов: Марат Баскин, Леонид Бердичевский, Наум Вайман, Григорий Вахлис, Анна Германова, Андрей Гущин, Евгений Деменок, Анатолий Дикий, Имильян Дорошенко, Дмитрий Драгилев, Алла Дубровская, Марк Зайчик, Мария Каменкович, Николай Караменов, Мирон Карыбаев, Гари Лайт, Павло Маслак, Юрий Михайличенко, Елена Мордовина, Владимир Наумец, Александр Новиков, Артур Новиков, Амир Ноепараст, Михаил Окунь, Владимир Порудоминский, Александр Протасов, Элина Свенцицкая, Юрий Серебрянский, Матвей Смирнов, Александр Спренцис, Борис Суслович, Игорь Шестков, Залман Шмейлин, Аркадий Штыпель, Генрих Элинсон, Ангелина Яр.

## Редакция
Главный редактор: в 1997—2020 гг. Борис Марковский, с 2021 Елена Мордовина, с 2022 снова Борис Марковский. Редакционная коллегия по состоянию на 2022 год: зам. гл. редактора Елена Мордовина (Маастрихт), Татьяна Ретивова (Киев), Максим Матковский (Киев), Виталий Амурский (Париж), Александр Моцар (Киев), Борис Херсонский (Одесса), технический директор Павло Маслак (Киев).

## Авторы журнала
В журнале «Крещатик» до 2022 года публиковались русскоязычные авторы со всего мира и переводы иноязычных авторов.
Среди поэтов, опубликованных в журнале — Владимир Алейников, Равиль Бухараев, Герман Власов, Анри Волохонский, Сергей Гандлевский, Владимир Гандельсман, Аркадий Драгомощенко, Бахыт Кенжеев, Геннадий Кацов, Виктор Кривулин, Денис Новиков, Генрих Сапгир, Алексей Цветков, Фёдор Сваровский, Владимир Штокман и др. Среди прозаиков — Михаил Гиголашвили, Вадим Месяц, Борис Останин, Игорь Померанцев, Владимир Порудоминский, Роман Солнцев, Михаил Тарковский, Ольга Татаринова, Борис Хазанов, Марк Харитонов, Наум Вайман, Николай Боков, Дмитрий Григорьев, Игорь Шестков, Иван Гобзев и др.
С февраля 2022 года журнал публикует произведения на русском и украинском языках, предоставленные авторами со всего мира, живущими за пределами Российской Федерации
Особое внимание журнал «Крещатик» уделяет украинским авторам, зачастую журнал был первым и долгое время единственным, кто печатал многих из них. Сергей Жадан, Александр Кабанов, Василь Голобородько, Остап Сливинский, Евгения Чуприна, Ирина Евса, Алексей Зарахович, Риталий Заславский, Аркадий Штыпель, Юрий Винничук, Евген Плужник, Владимир Рафеенко, Сергей Шаталов, Наталья Бельченко, Игорь Кручик, Станислав Минаков и др.
Переводы из классики и современных авторов: Лао Цзы, Сулейман Великолепный, Льюис Кэрролл, Вирджиния Вулф, Поль Верлен, Артюр Рембо, Хорхе Луис Борхес, Готфрид Бенн, Шарль Бодлер, Сэмюэл Беккет, Перси Биши Шелли, Джон Китс, Джон Апдайк, Гюнтер Айх, Фридрих Моргенштерн, Гюнтер Грасс, Георг Тракль, Пауль Целан, Нильс Хав, Лали Ципи Михи, Дэвид Вонсбро, Стефан Марковский, Андрей Хаданович, Генрикас Радаускас, Шота Иаташвили, Сильвио Родригес и др.